# Miroslava Kijaková
Miroslava Kijaková est une joueuse slovaque de volley-ball née le 5 mai 1988 à Bardejov. Elle mesure 1,79 m et joue au poste de réceptionneuse-attaquante. Elle totalise 6 sélections en équipe de Slovaquie.

## Clubs
| Club                             | De        | À         |
| -------------------------------- | --------- | --------- |
| ŠŠK Bardejov                     | 1999-2000 | 2002-2003 |
| MŠK Vranov                       | 2003-2004 | 2005-2006 |
| VK Slávia Košice                 | 2006-2007 | 2007-2008 |
| VK Spišská Nová Ves              | 2008-2009 | 2009-2010 |
| AZS KSZO Ostrowiec Świętokrzyski | 2010-2011 | 2010-2011 |
| Jadar Politechnika Radom         | 2011-2012 | 2011-2012 |
| Wisła Cracovie                   | 2012-2013 | 2012-2013 |
| CS Volei Alba-Blaj               | 2013-2014 | 2013-2014 |
| VC Kanti Schaffhausen            | 2014-2015 | 2014-2015 |
| AO Thiras                        | 2015-2016 | 2015-2016 |
| Trentino Rosa                    | 2016-2017 | 2016-2017 |
| Due Principati Volley            | 2017-2018 | 2017-2018 |
| Club Voleibol Haris              | jan 2018  | mai 2018  |
| Anorthosis Famagouste            | 2018-2019 | 2018-2019 |
| Hapoël Kfar Saba                 | 2019-2020 | …         |

## Palmarès
- Championnat de Chypre
  - Vainqueur : 2019.
- Coupe de Chypre
  - Vainqueur : 2019.
- Supercoupe de Chypre
  - Vainqueur : 2018.
- Championnat de Grèce
  - Finaliste : 2016.
- Championnat d'Espagne
  - Finaliste : 2018.